# Похвістнєво – Самара
Похвістнєво – Самара – газопровід у Самарській області. Другий за часом введення в дію магістральний газопровід в Росії.
На початку радянсько-германської війни до Самари (на той час Куйбишева) евакуювали численні підприємства. Підвіз необхідного для їх енергозабезпечення вугілля, зокрема, для потреб Безіменської ТЕЦ та Самарської ДРЕС, створював значне навантаження на залізницю. Як наслідок, виник проект подачі до Самари природного газу із відкритого незадовго до того Бугурусланського родовища (Похвістнєвська група родовищ) і в 1942 – 1943 роках спорудили газопровід Бугуруслан – Похвістнєво – Самара довжиною 165 км та пропускною здатністю 220 млн м3 на рік. На будівництві використовували труби діаметром 300 мм та 250 мм, які знімали з зупинених нафтопроводів Баку – Батумі (споруджений ще на початку 20 століття), Малгобек – Грозний та недобудованих газопроводу Ізбербаш – Махачкала та лупінгу нафтопроводу Ішимбай – Уфа. Певну частину труб узяли з постачених по ленд-лізу та виготовлених у Челябінську. Втім, через нестачу матеріалів 21 км траси довелось виконати із сполучених муфтами азбоцементних труб діаметром 300 мм (чиста довжина азбоцементних ділянок 18 км).
В подальші роки розробка родовищ Похвістнєвської групи продовжилась і на маршруту Похвістнєво – Самара проклали другу і третю нитку, виконані в діаметрі 300 мм.
З плином часу ряд підключених до газопроводу випрацьованих родовищ перетворили на підземні сховища газу – Аманакське (1959), Михайлівське (1963), Кірюшкінське (1973), Дмитрієвське (1977).
В 1973-му за допомогою перемички довжиною 83 км та діаметром 520 мм Похвістнєво сполучили із 301-м кілометром траси трубопроводу Оренбург – Заїнськ.
Перекачування газу забезпечують компресорні станції Похвістнєвська та Дмитрієвська (остання діє на Михайлівському та Дмитрієвському ПСГ).
Можливо також відзначити, що в 1960-х – 1970-х роках забезпечення району Самари в основному перебрали на себе газопроводи Муханово – Самара, Мокроус – Самара – Тольятті, Нєфтєгорський ГПЗ – Самара, Оренбург – Самара.